# 科恩乐队
科恩乐队（英语：Korn，也经常以KoЯn的样式出现）來自貝克斯菲爾德 (加利福尼亞州)的金属乐队，成立于1993年成立，他们被公認為创建并将新金屬发扬光大的鼻祖，并啟發了許多新金屬以及另類金屬的後進團體。
科恩乐队目前的阵容包括创始成员吉他手詹姆斯·夏弗（James "Munky" Shaffer）、贝斯手雷金纳德·阿维祖（Reginald "Fieldy" Arvizu）、吉他手兼和声布莱恩·韦尔奇（Brian "Head" Welch）和主唱乔纳森·戴维斯（Jonathan Davis）和鼓手雷·卢吉尔（Ray Luzier）。
科恩乐队在1993年制作了一张名为《Neidermayer's Mind》的演示唱片。他们的首张专辑《Korn》于1994年发行，在1996年发布第二张专辑《Life Is Peachy》并获得了商业成功。他们1998年《Follow the Leader》和1999年的《Issues》两张专辑首次在Billboard 200榜单上登顶。乐队的后续专辑，如2002年的《Untouchables》、2003年的《Take a Look in the Mirror》和2005年的《See You on the Other Side》，也获得了成功。
汇编专辑《Greatest Hits Vol. 1》于2004年发行，横跨了十年的单曲，并结束了乐队与Immortal Records和Epic Records的录音合同。他们后来签约到Virgin Records并于2005年发布了《See You on the Other Side》，并于2007年发布了一张名为《无题》专辑。乐队的其他近期专辑，包括2010年的《Korn III: Remember Who You Are》和2011年的《The Path of Totality》，都由Roadrunner Records发布，而2013年的《The Paradigm Shift》则由Prospect Park和Caroline Records发布。随后他们回到了Roadrunner Records并发布了《The Serenity of Suffering》，2019年9月13日发布了《The Nothing》。他们的最新专辑《Requiem》于2022年2月4日由Loma Vista Recordings发布。
时至2021年，Korn的全球销售量已超过4000万张。该乐队的十二张官方发行的专辑中，有八张曾在《Billboard 200》榜单上进入前五，七张获得了美國唱片業協會（RIAA）的白金认证，两张获得了双白金认证，一张获得了三白金认证，一张获得了五白金认证，还有两张获得了金唱片认证。
科恩乐队发布了七张影音专辑和50支音乐视频。乐队发行了48支单曲，其中最著名的包括《Blind》、《Got the Life》、《Freak on a Leash》、《Falling Away from Me》、《Here to Stay》、《Did My Time》、《Twisted Transistor》、《Coming Undone》和《Get Up!》。

## 历史

### 早年和乐队的创立（1989–1993年）
在成立科恩乐队之前，乐队的三位原始成员James Shaffer、Reginald Arvizu和David Silveria均来自于L.A.P.D乐队。最初由Richard Morrill、James Shaffer和Reginald Arvizu组成，David Silveria在16岁时加入。Silveria在乐队从加利福尼亚州贝克斯菲尔德搬到洛杉矶时中途辍学，而Shaffer留在了贝克斯菲尔德。当Shaffer重新与乐队汇合时，他们雇了一个乐队经理，并于1989年由Triple X Records发布了一张名为《Love and Peace Dude》的EP。L.A.P.D.于1991年5月3日发布了他们的第一张完整录音室专辑《Who's Laughing Now》，其中包含11首歌曲。在发布两张专辑后，L.A.P.D.就解散了。他们还曾短暂以Creep的名义活动，与一位名叫Corey的歌手一起录制了一张Demo，直到Shaffer、Arvizu和Silveria邀请Brian Welch和Jonathan Davis组成后来的科恩乐队。
在考虑乐队名称时，有人建议使用“corn”，但被乐队拒绝了。因此Shaffer提出了用“K”替换“C”，并让"R"水平翻倒过来，这样乐队的名字看起来就是"KoЯn"。这个想法来自玩具零售商Toys R Us的标志，许多乐队成员以前曾在那里工作。这个标志是由主唱Jonathan Davis设计的。Silveria解释说：“音乐使名字变得有趣，因为Korn是一个愚蠢的名字。但一旦我们成立了乐队，这个名字就变得很酷。”
科恩乐队租用了Jeff Creath的位于加利福尼亚州亨廷顿比奇的Underground Chicken Sound工作室。在录制期间，工作室外面就聚集了一群人。乐队开始演奏歌曲《Clown》的前奏时，人越来越多了。Arvizu说这是因为他们的音乐听起来“不同寻常”。Korn于1993年夏天开始在演出中表演，成员表示巡演“让人头痛”。在亨廷顿比奇期间，乐队被Immortal Records的Paul Pontius相中。Pontius称Korn的音乐为“新的摇滚流派”。1993年，Korn发布了他们的第一张演示专辑《Neidermayer's Mind》。这张专辑印刷数量有限，受到评论家和公众的冷遇。它被分发给唱片公司以及在免费演出中与Biohazard和House of Pain同台演出的观众。Korn通过这张演示专辑开创了新金属。

### 科恩乐队同名专辑(1994–1996)
到了1994年5月，Korn开始与Ross Robinson录制他们的处女专辑。录制工作在1994年6月底完成。1994年10月11日，Korn由Immortal Records（Epic唱片的子标签）发布了一张同名专辑，该专辑在Heatseekers Albums榜上排名第一，并于1996年2月达到Billboard 200榜的第72位。专辑受到评论家的好评，被认为奠定了新金属的基础。除了开创新金属风格外，该专辑还开创了制作人Ross Robinson的音乐生涯。它还影响了其他乐队，如Slipknot、Coal Chamber和Limp Bizkit。
在Korn完成专辑录制后，他们开始与Biohazard和House of Pain一起巡回演出。他们用唱片公司给的钱买了一辆巡演的巴士。Korn的第一场演出是在亚特兰大。巡演进行到一半时，唱片公司提供给他们的巴士出了故障，Korn不得不找一辆新的。他们的第一次巡演并没有在推广专辑方面取得很大成功。
乐队于1995年1月与Sick of It All一起进行了巡演。乐队进行了他们的第一次欧洲巡演，包括在伦敦的LA2和巴黎的L'Arapaho。同年晚些时候，Korn被选为Ozzy Osbourne的直接支持乐队，该自我命名专辑在巡演中获得金唱片认证，并最终由美国唱片协会（RIAA）认证为双白金唱片。除了巡回演出外，Korn发布了四支单曲。“Blind”于1994年8月1日发布，“Shoots and Ladders”于1995年10月31日发布。后者在1997年的格莱美奖中获得了最佳金属表演提名。“Need To”也于1995年4月8日发布。第四支也是最后一支单曲“Clown”于1996年2月2日发布。“Blind”是唯一进入榜单的单曲，在加拿大RPM Alternative 30榜单上达到第15位。

### Life Is Peachy(1996–1997)
在首张专辑取得成功后，Korn决定再次进入录音室制作第二张专辑。那时，乐队已经有了庞大的粉丝群，人们对他们的后续专辑寄予了很高的期望。他们于1996年4月初回到了加利福尼亚州马里布的Indigo Ranch Studios录音室。
这张专辑于1996年10月15日发布，尽管几乎没有收到广播和电视的关注，但《Life Is Peachy》在Billboard 200上首周以第三名的成绩亮相，且在新西兰排名第一。专辑在首周售出了106,000张。《纽约时报》的Jon Pareles评论说，“乐队对所有人都感到愤怒，包括他们自己。”该专辑在美国获得了双白金认证，在澳大利亚获得了白金认证，在加拿大获得了金唱片认证。
第一支单曲《No Place to Hide》赢得了格莱美奖最佳金属表演提名。第二支单曲《A.D.I.D.A.S.》于1997年3月4日发布。这成为乐队在Billboard上的首支单曲，最高排名 《告示牌》榜外单曲榜的第13位。第三支单曲《Good God》于1997年7月14日发布。为了宣传乐队和《Life Is Peachy Tour》（与Incubus和the Urge同台演出），在1997年发布了一张宣传专辑，其中包含三首现场曲目。
Korn在1997年与Tool一同成为Lollapalooza夏季巡演音乐节的联合主演后，赢得了更多的人气。然而，由于夏弗被诊断患有病毒性脑膜炎，Korn被迫停止巡演。该乐队在年底期间相对较为低调，所以休息并设定新的目标。然后，乐队成立了自己的唱片公司Elementree Records，以签约和推介新的乐队给他们的粉丝。该唱片公司由戴维斯经营，他首次签约了Orgy。Silveria影响了戴维斯签下他们。

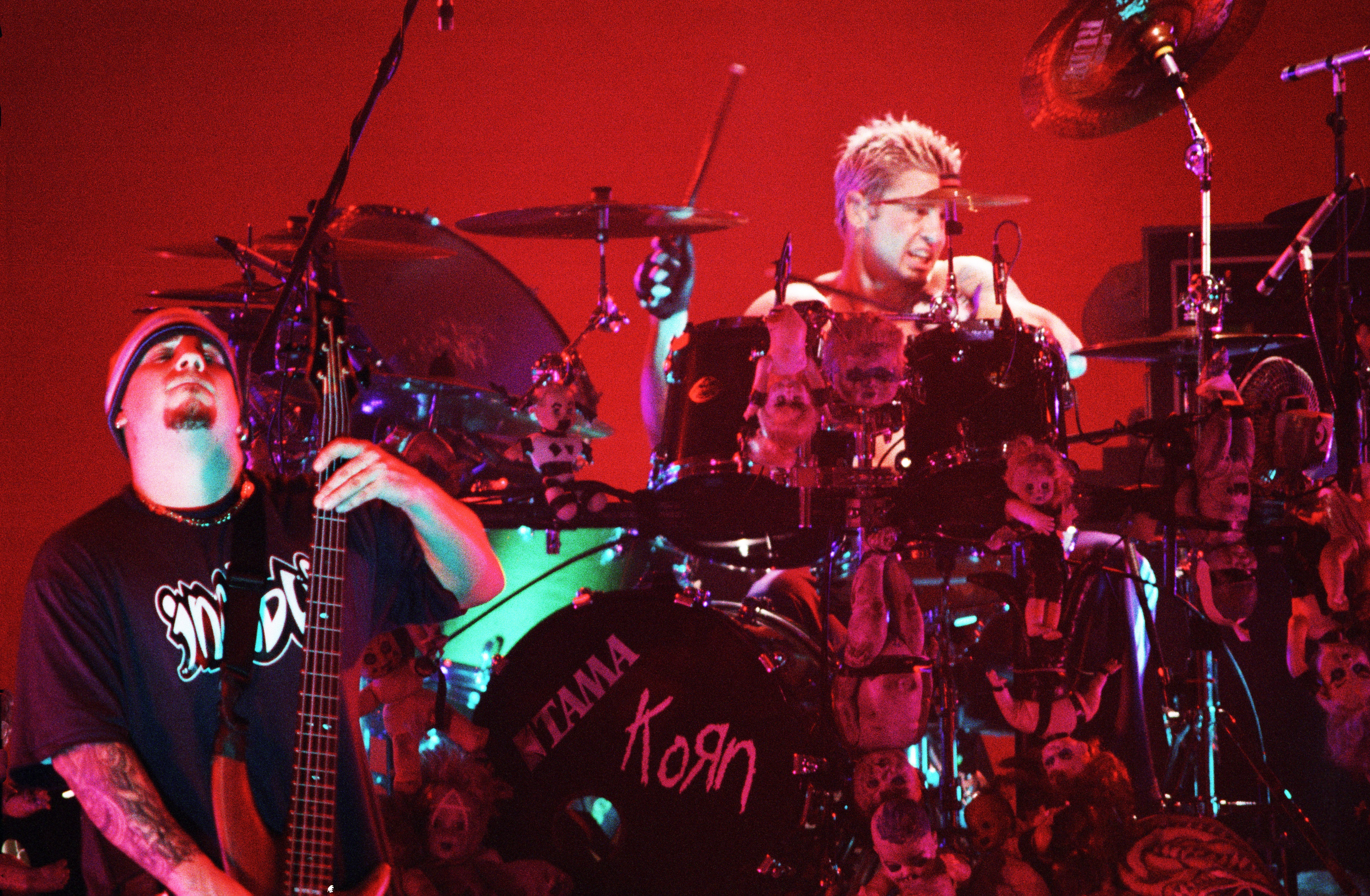
Arvizu (left) and Silveria (right) at the Brixton Academy in London during the Life Is Peachy Tour, February 24, 1997

在1998年《Follow the Leader》发行之前，密歇根州Zeeland市的一位高中助理校长Gretchen Plewes在接受密歇根一家报纸采访时表示，Korn的音乐“不雅、粗俗、淫秽且有侮辱性”，之前她因为一名名叫Eric VanHoven的学生穿着印有Korn标志的衬衫而给予了一天的停学处分。之后WKLQ电台在学校外发放了由乐队捐赠的数百件Korn T恤。渥太华县的警察也帮忙分发了衬衫。Korn向Plewes和学区发出了停终条令，威胁要提起数百万美元的诉讼，但由于乐队成员的个人生活，无暇顾及于是放弃了。从1993年到1997年的时期以穿着Adidas品牌服装为特征。

### Follow the Leader(1998–1999)
1998年，Korn与Warner Chappell Music签署了一份出版合同。在Korn等待与Adidas全面合作（Adidas曾赞助Run-DMC），这个品牌拒绝与Korn签署合同。Adidas在一场矛盾的争论中告诉他们：“我们从事体育，而不是音乐”。1998年，彪马抓住机会向Korn提供了一份50万美元的交易，包括将他们的音乐用于由Kevin Kerslake执导的广告中。Korn接受了这份合同；戴维斯说：“这比Adidas以往为我们做的更多！这不是卖身的事情。这是关于尊重。”

## 成员

### 现任成员
- Jonathan Davis (歌手,风笛,鼓) (1993–至今)
- Brian "Head" Welch (吉他,合唱) (1993–2005，2013–至今)
- James "Munky" Shaffer (吉他) (1993–至今)
- Reginald "Fieldy" Arvizu (贝斯，合唱) (1993–至今)
- Ray Luzier (鼓) (2007–至今)

### 旧成员
- David Silveria (鼓，打击乐器) (1993–2006)

## 作品

### 专辑
- 1994 : Korn
- 1996 : Life Is Peachy
- 1998 : Follow the Leader
- 1999 : Issues
- 2002 : Untouchables
- 2003 : Take a Look in the Mirror
- 2005 : See You on the Other Side
- 2007 : Untitled
- 2010 : Korn III – Remember Who You Are
- 2011 : The Path of Totality
- 2013 : The Paradigm Shift
- 2016 : The Serenity of Suffering
- 2019 : The Nothing
- 2022 : Requiem

### 演唱会专辑
- 2006 : Live & Rare
- 2007 : MTV Unplugged: Korn

### 精選
- 2004 : Greatest Hits Vol.1
- 2008 : The Very Best Of Korn
- 2009 : CollEctED

### 录像带&DVD
- Who Then Now ? (录像带)
- Deuce (DVD)
- KoЯn Live at Hammerstein (DVD)
- Live At CBGB (DVD)
- Live On The Other Side (DVD)
- Interview Untitled album (DVD)
- Live At Montreux 2004 (DVD)